# Lieven Bauwens (ondernemer)

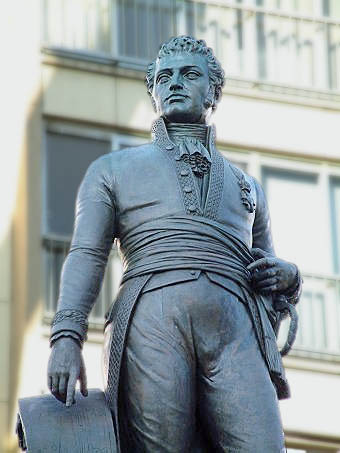
Standbeeld van Lieven Bauwens op het Lieven Bauwensplein in Gent

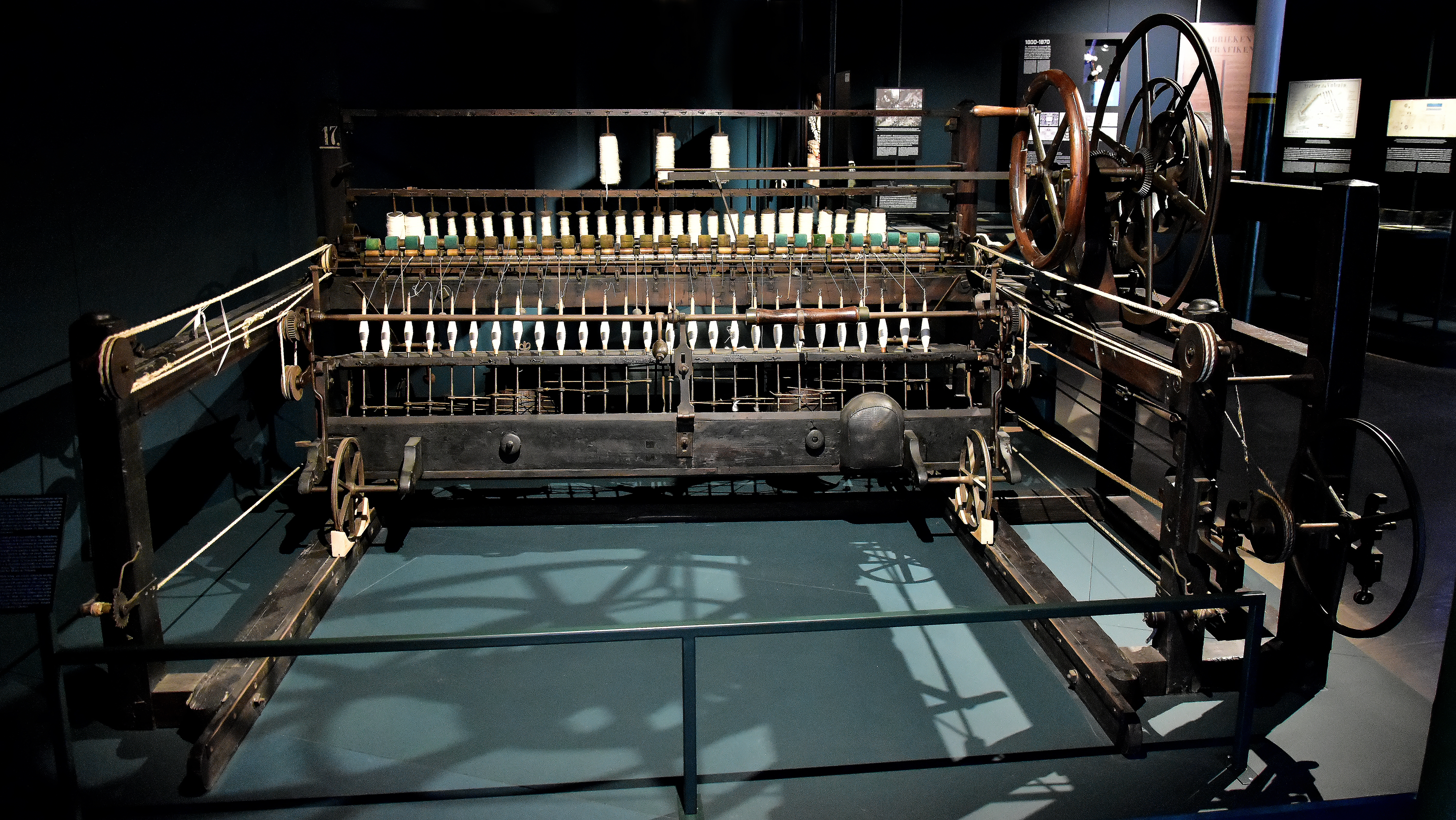
De Mule Jenny, anno 2019 in het Industriemuseum

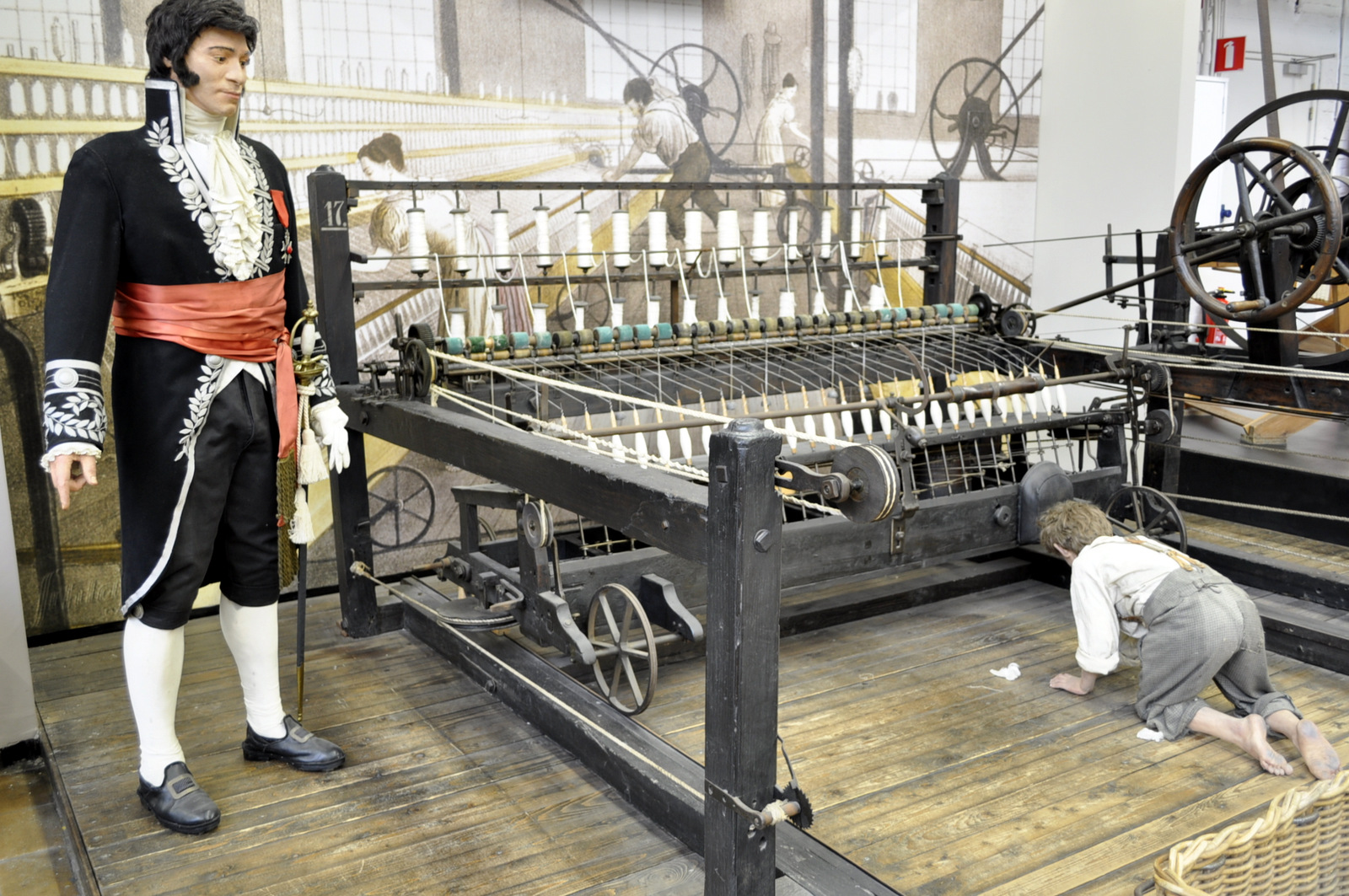
Lieven Bauwens en zijn Mule Jenny in het voormalige MIAT (de pop is gemaakt naar een schilderij van Félix Cogen in het Brusselse Legermuseum)

Lieven Bauwens  (Gent, 14 juni 1769 – Parijs, 17 maart 1822) was een Zuid-Nederlands ondernemer en industrieel spion. Hij bracht de Engelse katoentechnologie naar Europa.

## Jeugd
Bauwens werd geboren in de Waaistraat in Gent als zoon van George Jean Bauwens en Jeanne van Peteghem, leden van de gegoede Gentse burgerij, die een leerlooierij en wijnhandel dreven. De jongen was al vroeg bezeten van machines. Op dertienjarige leeftijd ging hij van school af om het vak van het leerlooien aan te leren. Op zijn zeventiende werd hij door zijn vader naar Groot-Brittannië gestuurd, waar hij zich gedurende drie jaar in de nieuwste leerlooitechnieken bekwaamde bij Undershell en Fox. Na zijn terugkeer in 1789 begon hij een nieuwe modelfabriek met 550 looikuipen in de lokalen van een opgeheven klooster op het Nieuwland. De kwaliteit van de afgeleverde producten was zo hoog dat hij zelfs kon uitvoeren en concurreren op de Engelse markt. Na de dood van vader Bauwens werden de zaken overgenomen door Lieven, zijn moeder, en François, de zoon van George Jean uit een eerder huwelijk.

## Revolutie
Na de bezetting en de aanhechting van de Zuidelijke Nederlanden bij Frankrijk schopte de firma het tot hofleverancier van het Franse leger. Schoenen, leer en textiel voor uniformen kwamen niet enkel uit de eigen fabriek. De Compagnie Bauwens-Beths handelde in opgeëist kerkzilver, Franse waardepapieren en groeide exponentieel. Bauwens zag de gevaren in. Om het vermogen veilig te stellen kochten de gebroeders Bauwens in 1796 het Hôtel de Richelieu in Parijs en het opgeheven klooster van de minderbroeders in Passy om er een leerlooierij in te richten.
Bauwens wilde diversifiëren en kreeg het idee om in Passy naast de leerlooierij een katoenspinnerij en -weverij op te richten. De markt in katoenen stoffen werd toen gemonopoliseerd door Groot-Brittannië, waar de Mule Jenny (een spinmachine) in 1779 was uitgevonden. In plaats van de op het continent bekende technologie te perfectioneren besloot hij echter de technologische kennis die Groot-Brittannië ter zake bezat te importeren. Dit was niet zonder risico, aangezien de Engelsen hun technologische voorsprong in de katoenindustrie bewaakten als een zaak van nationaal belang. Daarenboven heerste dan nog een staat van oorlog tussen Groot-Brittannië en Frankrijk.
Onder de dekmantel van een handel in koloniale waren smokkelde Bauwens in de periode 1797-1798 gedurende 32 reizen de onderdelen van een Mule Jenny en andere machines voor de katoennijverheid, verborgen in kisten suiker of balen, via Hamburg het continent in. Hij had hiervoor een atelierchef uit Manchester, Kenyon, omgekocht. Bij het smokkelen van gekwalificeerd personeel uit Engeland liep het echter bijna fout. Enkele van de reeds in Hamburg aangekomen vaklui, aan wie de eindbestemming niet was meegedeeld, lichtten de Britse afgezant in over de samenzwering. Daardoor konden de Britten het volgende contingent onderscheppen te Gravesend. Lammens, Harding en Smallbone werden aangehouden en veroordeeld. Bauwens kreeg bij verstek de doodstraf en zijn goederen werden verbeurd verklaard. Op verscheidene pleinen in Londen werden poppen naar zijn gelijkenis opgehangen.
Terug in Frankrijk slaagden Bauwens en zijn broer erin de spinmachines te monteren, te analyseren en op grote schaal te kopiëren. Ze begonnen hiermee in Passy (december 1798), vanwege zijn impopulariteit als collaborateur in zijn thuisstad en de onzekere situatie door de Boerenkrijg. Weldra was het niet meer nodig om gekwalificeerd personeel uit Engeland aan te trekken.

## Terug in Gent
In 1800 keerde Bauwens terug naar Gent. Hij had er in 1798 al het Kartuizerklooster gekocht om er wolweverijen en vlasspinnerijen in te richten. Hij begon er de nieuwe machines te bouwen nadat hij in januari 1801 toestemming had gekregen om gevangenenarbeid in te schakelen, wat hem uiteraard goedkope arbeidskrachten opleverde. Daklozen, werklozen en bedelaars liet hij oppakken om in het 'correctiehuis' in de Rasphuisstraat te laten werken. Het aantal gevangenen steeg op een bepaald moment van 600 naar 1000. In 1805 verwierf hij ook de Norbertijnerabdij van Drongen. Zowel in Gent als in Drongen had hij nu een constructie-atelier voor de bouw van katoenspinmachines, en vervolgens een katoenspinnerij. Hij sloot vennootschappen met al dan niet aangetrouwde industriëlen, waarbij Bauwens de technologie inbracht, en zijn compagnons het bedrijfskapitaal. Gent groeide snel uit tot een "tweede Manchester."
Op 10 juli 1800 was Bauwens benoemd tot "maire" (burgemeester) van Gent, maar hij nam nog geen jaar later ontslag, op 28 april 1801.
Op 22 mei 1805 kreeg hij een gouden medaille van de stad. Hij werd door Napoleon op 9 mei 1810 gedecoreerd met het kruis van het Legioen van Eer. Hij was lid van de algemene raad van het Scheldedepartement en luitenant-kolonel van de Erewacht te paard.
In 1804 liet Bauwens zijn belangen in de fabrieken te Passy, Valençay en Dinant over aan zijn stiefbroer François.

## Ondergang
Bauwens stond echter financieel zwak. Vanaf 1811 deden de gevolgen van de continentale blokkade zich gevoelen. De val van het Franse Keizerrijk sleepte Bauwens mee. Hij werd failliet verklaard en op 2 november 1814 werden zijn bezittingen, met de fabrieken in het kartuizersklooster en in Drongen, openbaar verkocht.
Daarna ging hij zich toeleggen op het verwerken van vlas en vlokzijde, maar zijn voorstellen over de textielindustrie die hij richtte aan de Spaanse, Nederlandse en Franse overheden kregen geen gehoor.
Hij trok zich terug in Parijs en stierf er op 52-jarige leeftijd. Hij werd begraven op het kerkhof Père Lachaise. De familie was te berooid om hem een eeuwige vergunning en een grafmonument te bezorgen, en hij werd bijgezet in een bescheiden graftombe, die na enkele jaren verdween.

## Standbeeld
Reeds in 1849 dacht men er aan hem een standbeeld te geven. In 1866 plaatste men een ontwerp in pleisterkalk op de huidige plaats (het Lieven Bauwensplein). Uiteindelijk kwam het huidige bronzen standbeeld, van de hand van Pieter De Vigne, er in 1885.